# Mark Friedberg
Mark Friedberg é um diretor de arte norte-americano, conhecido por trabalhar comumente com Wes Anderson, Ang Lee e Todd Haynes.